# بی‌پناه (فیلم ۱۹۸۳)
بی‌پناه (به انگلیسی: Exposed) یک فیلم سینمایی درام آمریکایی محصول سال ۱۹۸۳ به نویسندگی، تهیه کنندگی و کارگردانی جیمز توباک با بازی ناستاسیا کینسکی، رودلف نوریف، هاروی کایتل، ایان مک‌شین و بیبی آندرشون است.

## داستان
الیزابت کارلسون، یک دختر دانشگاهی از ویسکانسین، وسایل خود را بسته و به شهر نیویورک نقل مکان می‌کند، در حالی که تلاش می‌کند به عنوان یک مدل لباس حرفه ای کار کند، ولی او در حال حاضر یک پیشخدمت است.
همان‌طور که زندگی حرفه ای او شروع می‌شود، او با دانیل ژلین، نوازنده ویولون آشنا می‌شود تا اینکه آنها یک رابطه را شروع کنند. وقتی کار او را به پاریس می‌برد، الیزابت با تروریستی به نام ریواس روبرو می‌شود و جان او در معرض خطر جدی قرار می‌گیرد.

## تولید
فیلمبرداری ۸۰ روز طول کشید.
جیمز توباک می‌گوید که فیلمنامه را بر اساس عاشقانه‌ای که با یک مهماندار هواپیمایی داشته‌است بنا کرده‌است. وی بعداً گفت: تقریباً ۸۰٪ فیلمنامه را که تغییر داده‌ام.
این آخرین نقش سینمایی برای رون رندل بود.